# 老街会战
老街会战是1979年中越战争中的一场战役。虽然由于越南军队的抵抗，中国军队遭受了一定的的损失，但最终中方还是从越方由正规军、民兵和政府边防部队所组成的混合队伍手中攻占了全省。

## 作战部署与战斗序列
中国人民解放军昆明军区担负老街方向的行动，其下属指挥包括本军区的第11、13军，以及成都军区的第14军、50军149师，总兵力约为125,000。进攻路线分成三股：在11军从西进攻丰收以牵制沙坝和老街的守军之前，14军奉命攻下猛康从东牵制老街，而中央主力由13军负责展开，目标直取老街以及甘棠的乡镇。
对于越南方面，历史研究者们认为黄连山省（今老街省和安沛省）的防御是由越南人民军的几个团负责进行的，其中包括正规军第345和第316师。其中，316师是越南人民军的主力王牌师，也是其建军基础的六大“钢铁师团”之一，在著名的奠边府战役和1975年北越对南越的最后攻势中都表现突出。这支两个师规模的部队相当于大约20,000人战前被部署在老街地区。

## 战斗经过
战斗始于2月17日黎明前夕中国军队炮击越军阵地。中国军队的第一个目标是坝洒、猛康和发隆。在战斗开始的第一天，进攻并未发展到豐收。
中国军队的进攻最先遭到了越军345师的抵抗。2月19日下午两点不到，中国军队就占领了老街市。攻下老街后，中国军队派出一支部队（可能是是从第13军中抽调）前往甘棠南部，另一支部队（可能是从第14军中抽调）沿4号公路推进至西南38公里处的沙坝。越军第316师随后受命从沙坝出击，以迎击即将到来的中国军队，两军于2月22日在老街和沙坝之间的二级公路上相遇。到2月25日，中国军队就已经夺取了甘棠，但仍在努力消灭老街等乡镇地区越军抵抗力量，这种情况一直持续到2月27日。
3月1日下午2点45分，沙坝被中国军队攻下。在东翼防线，Khoc Tiam在从3月2日晚上8点到3月3日下午2点45分的一轮攻势中被中国军队占领。当一支解放军部队绕过番西邦峰机动向沙坝以西44公里处的平庐时，中国军队将攻势集中在切断越军第316师的退路上。3月3日下午7点，连接封土与平庐和坝频之间的所有公路都得到了军事保障。3月4日，中国军队最终夺取了豐收，从而成功地阻断了莱州对越军第316师的补给路线，封锁了中越边境至少40公里，此处也成为中国军队于此次战争中深入越南最深处。3月5日，越南人民军第316师所属部队因补给不足完全失去战斗力，停止作战。

## 后续
在战斗中，中方声称毙伤俘敌13,500人，自身7,886人伤亡，其中2,812人阵亡。另一方面，越南没有公布自身伤亡，但声称中国军队伤亡人数为11500人。
在一次记者会上，法国记者让—皮埃尔·加洛瓦引述一名越军士兵的描述：“中国步兵肩并肩前进，以确保雷区被清除……当撤出老街时，他们挤在一起就像稻田里无数的水稻一样。”。
美国空军战争学院教授张晓明认为，由于沙坝几乎没有任何战略意义，所以中国人民解放军的西线作战并不是一个重大的胜利。但可以肯定的是中国完成了其战前制定的至少一个作战目标——即使自身伤亡将会很高的情况下，寻找越南人民军的主力重兵集团（此战中即越316师）并予以沉重打击。